# Konwoje arktyczne podczas II wojny światowej
Konwoje arktyczne podczas II wojny światowej – seria 78 konwojów morskich z okresu II wojny światowej płynących z portów w Stanach Zjednoczonych, Wielkiej Brytanii i Islandii do Archangielska i Murmańska w Związku Radzieckim pomiędzy sierpniem 1941 a majem 1945 roku. W konwojach łącznie płynęło ok. 1400 frachtowców z zaopatrzeniem w ramach programu Lend-Lease Act, z czego w wyniku akcji nieprzyjaciela zatonęło 85 statków i 16 okrętów Royal Navy.

## Tło
Czerwiec 1941 roku zmienił całkowicie układ sił i sojuszów na politycznej mapie świata. W wyniku agresji III Rzeszy na Związek Radziecki ten drugi stał się sprzymierzeńcem aliantów. Rząd brytyjski z ulgą przyjął nowy kierunek ataków wroga, słusznie przypuszczając, że zaangażowanie się III Rzeszy na nowym kierunku strategicznym przyczyni się do polepszenia sytuacji Wielkiej Brytanii. Niemiecki atak na ZSRR nie tylko błyskawicznie ujawnił całkowite nieprzygotowanie Armii Czerwonej do prowadzenia wojny obronnej, lecz także spowodował gigantyczne straty terytorialne, materiałowe i ludzkie. Rząd radziecki był zmuszony poprosić swych sprzymierzeńców o wsparcie w postaci sprzętu wojskowego i materiałów o znaczeniu strategicznym. Decyzję o dołączeniu ZSRR do programu Lend-Lease z 11 marca 1941 rząd amerykański podjął – pod wpływem Brytyjczyków – już 10 lipca 1941 roku, natomiast jeszcze wcześniej, zaledwie dwa dni po rozpoczęciu operacja Barbarossa, zniesiono restrykcje handlowe wobec ZSRR, obowiązujące w Stanach Zjednoczonych jako retorsje za atak na Finlandię. Szczegółowe warunki udzielania pomocy uzgodniono w trakcie spotkania trójstronnego w Moskwie, które rozpoczęło się 20 września 1941 roku. Dekret w sprawie udzielenia wsparcia materiałowego i pieniężnego Związkowi Radzieckiemu, zgodny z tym, co ustalono w Moskwie, prezydent Franklin Delano Roosevelt podpisał 7 listopada.

## Przebieg konwojów

### Szlaki dostaw i pierwsze konwoje

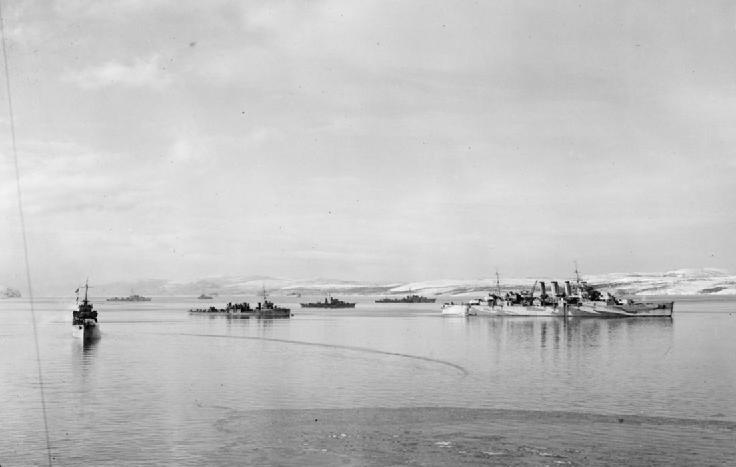
HMS „Norfolk” na czele eskorty jednego z konwojów arktycznych wpływającego do radzieckiego portu w 1943 roku

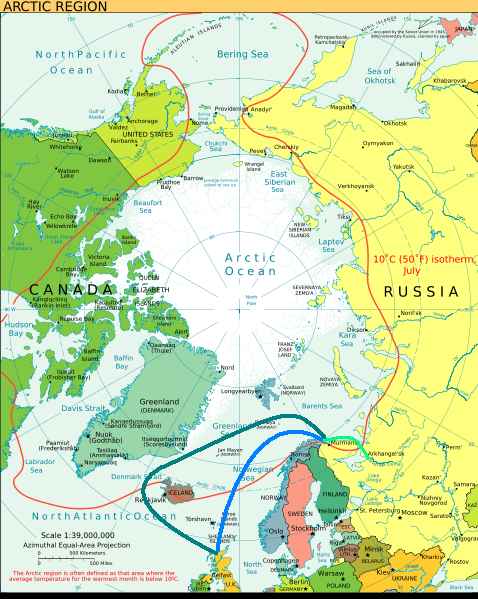
Trasy konwojów arktycznych na północnym Atlantyku, Morzu Norweskim i Morzu Barentsa do portu w Murmańsku

Sytuacja na froncie wschodnim i położenie geograficzne ZSRR powodowały, że w grę wchodziły jedynie trzy szlaki: pacyficzny, wymagający pokonywania Kanału Panamskiego, afrykański, który prowadził wokół Przylądka Dobrej Nadziei przez Ocean Indyjski do portów w Basrze i Bandar Abbas, oraz północny – przez Morze Barentsa do Murmańska i Archangielska. Ostatni szlak, choć najkrótszy, był najbardziej niebezpieczny – zarówno z powodów nawigacyjnych, jak i militarnych. Większa część dostaw dla Związku Radzieckiego płynęła jednak tą trasą.
Pierwszym konwojem, który wysłano z dostawami materiałów wojennych dla Związku Radzieckiego, był „Dervish”. Siedem wchodzących w jego skład statków wypłynęło już 21 sierpnia 1941 roku z Islandii do północnych portów ZSRR, dokąd dziesięć dni później dotarł bez strat. Towarzyszył im lotniskowiec HMS „Argus”, na którego pokładzie do ZSRR płynął transport myśliwców Hurricane. Tak wczesne wypłynięcie konwoju, jeszcze przed zatwierdzeniem odpowiednich umów, wynikało z potrzeb politycznych, ważne było również zebranie doświadczenia, które zamierzano wykorzystać podczas planowania kolejnych, większych transportów.
Ostatecznie zadecydowano, że wykorzystywane będą dwa warianty trasy arktycznej. Pierwszy letni, prowadził bardziej na północ, w pobliżu Islandii, którą omijano od wschodu lub zachodu, następnie na Morzu Barentsa skręcał na wschód i prowadził do Murmańska lub Archangielska. Na tej trasie statki były narażone na naloty niemieckich bombowców jedynie w końcowym jej odcinku, i to w minimalnym stopniu. Wariant zimowy, wymuszony zwiększonym zasięgiem paku lodowego, mijał Islandię daleko na wschodzie, prowadził początkowo na północ tuż poza zasięgiem niemieckiego lotnictwa, by skręcić na wschód w miejscu gdzie kończył się zasięg lotniczej eskorty brytyjskiej startującej z baz lądowych. Następna część drogi – ponad połowa – odbywała się pod nieustającą groźbą nalotów z baz niemieckich w Skandynawii. Trasa zimowa kończyła się w Murmańsku, gdyż był to jedyny większy port radziecki na północy kraju, który zimą nie zamarzał (znajduje się on w sferze oddziaływania Golfsztromu – ciepłego prądu morskiego).
Brytyjczycy ustalili system, zgodnie z którym konwoje skierowane do ZSRR oznaczono symbolami PQ (numer), natomiast transporty powrotne otrzymały oznaczenia QP (numer). Litera P oznaczała w tym przypadku Islandię, natomiast Q – północ ZSRR. Od końca 1942 roku nazwy konwojów zmieniono na JW (numer) płynące do ZSRR i RA (numer) płynące z ZSRR do Wielkiej Brytanii. Początkowa aktywność floty brytyjskiej na wodach północnych uszła uwagi Niemców. Do lutego 1942 roku do ZSRR wysłano 12 konwojów, liczyły one łącznie 93 jednostki transportowe. Stracono tylko jeden statek, zatopiony przez niemiecki okręt podwodny. W związku brakiem przeciwdziałania Niemców Admiralicja brytyjska ograniczyła eskortę do zaledwie jednego krążownika i dwóch niszczycieli.

### Pierwsze bitwy o konwoje

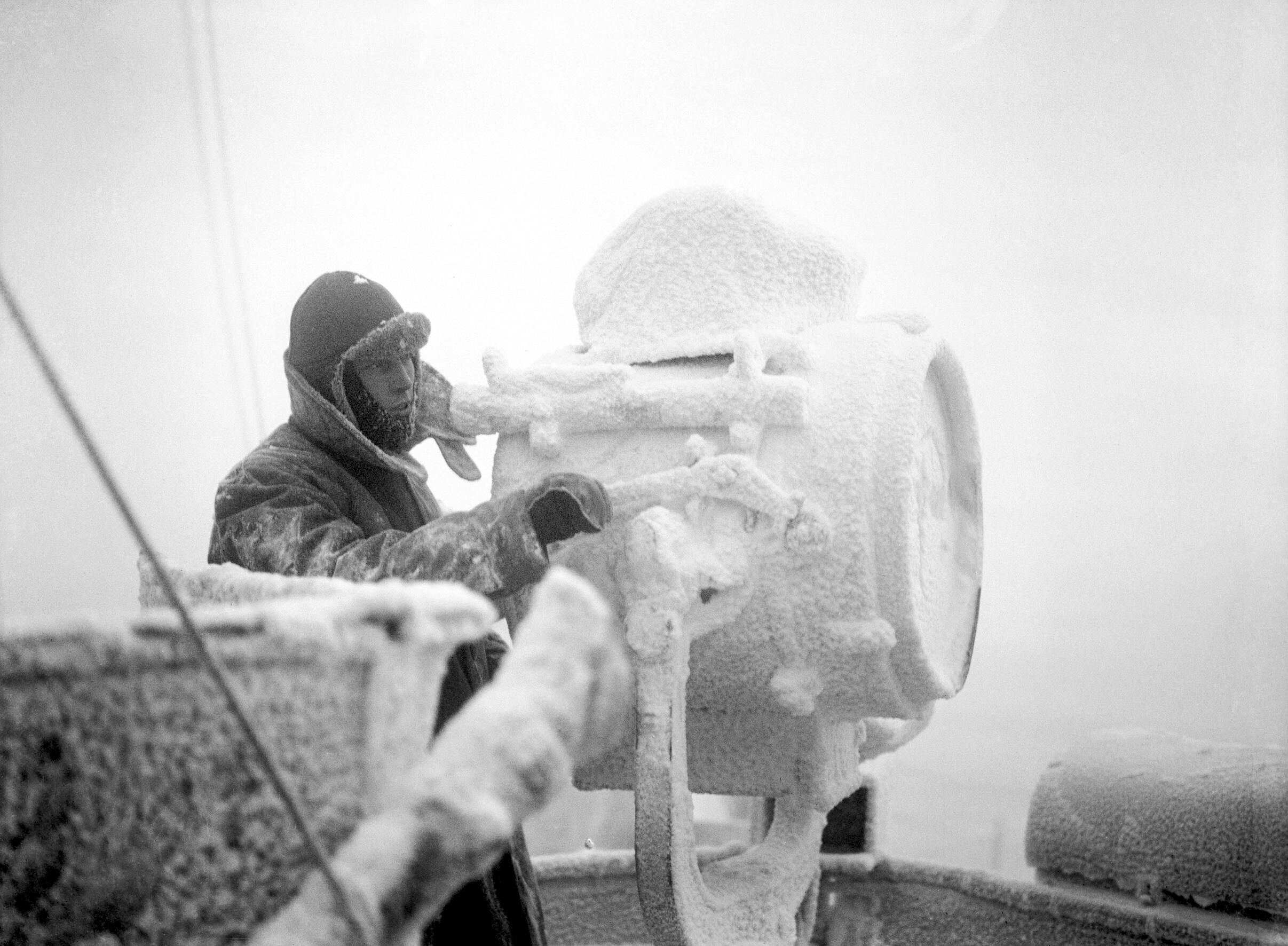
Oblodzony reflektor sygnalizacyjny na pokładzie krążownika HMS „Sheffield” eskortującego jeden z konwojów, grudzień 1941 roku

Sukces kilku pierwszych konwojów został przyćmiony, gdy konwoje PQ-12 i QP-12 ledwie uciekły przed aktywnie poszukującymi ich siłami nawodnymi Kriegsmarine. Do stacjonującego już od jakiegoś czasu w Norwegii pancernika „Tirpitz” dołączył pancernik kieszonkowy „Admiral Scheer”. Wywiad brytyjski wiedział o wzmocnieniu wroga, zdecydowano więc, że następne dwa konwoje – zarówno skierowany do ZSRR, jak i wracający do Wielkiej Brytanii – wyruszą tego samego dnia, by podczas przejścia przez najbardziej narażony na atak odcinek szlaku chroniły je jednostki brytyjskiej Home Fleet, w tym okręty liniowe HMS „Duke of York”, „Renown”, „King George V” i lotniskowiec „Victorious”. Cztery dni po wyruszeniu obu konwojów, 4 marca 1942 roku, gdy znajdowały się one na południowy zachód od Wyspy Niedźwiedziej, otrzymano raport o wyjściu w morze „Tirpitza”. Ostatecznie Brytyjczykom udało się uniknąć wykrycia konwojów przez nawodne okręty wroga, natomiast samoloty z lotniskowca „Victorious” odnalazły pancernik Kriegsmarine w pobliżu Lofotów, przeprowadzony atak nie przyniósł jednak żadnego rezultatu. Ofiarą niemieckich marynarzy padł jedynie jeden statek brytyjski, który z powodu uszkodzeń pozostał poza konwojem QP-8.

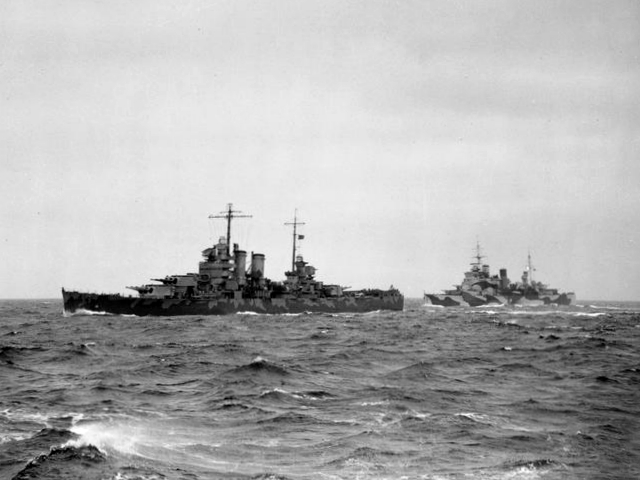
Amerykański ciężki krążownik USS „Wichita” (na pierwszym planie) oraz brytyjski krążownik HMS „London” (na drugim planie) podczas eskortowania konwoju PQ-17 w 1942 roku

Kilka dni później doszło do starcia o kolejna dwa konwoje, PQ-13 i QP-9, które wyruszyły z portów 20 marca 1942 roku. Podobnie jak kilka dni wcześniej osłonę zapewniały im okręty Home Fleet. Cztery dni po wypłynięciu w morze trałowiec HMS „Sharpshooter” wchodzący w skład eskorty QP-9, staranował i zatopił w pobliżu Przylądka Północnego niemiecki okręt podwodny U-655. 19 statków handlowych wchodzących w skład tego konwoju dotarło do Islandii bez strat. Inny los spotkał konwój PQ-13, który wraz z eskortą (krążownik HMS „Trinidad” oraz niszczyciele „Eclipse” i „Fury”) został rozproszony na znacznym obszarze przez sztorm. 29 marca eskortę brytyjską przechwyciły na północ od Murmańska trzy niszczyciele wroga. W walce zatopiono niemiecki niszczyciel („Z-26”), lecz brytyjski krążownik został ciężko uszkodzony przez jedną z własnych torped. Płynący powoli w kierunku radzieckiego portu okręt stał się celem ataku kolejnego U-Boota – U-585. Okazał się on nieskuteczny, napastnik został wytropiony i zatopiony przez „Fury”. Niestety, Niemcom udało się przechwycić część statków handlowych wchodzących w skład konwoju. Ogółem stracono 5 z 19 jednostek – 2 wskutek działań okrętów podwodnych, 2 zatopiły samoloty, jeden stał się ofiarą niemieckiego niszczyciela.
Do kolejnej bitwy konwojowej z udziałem jednostek nawodnych doszło podczas przejścia przez Morze Barentsa konwojów PQ-15 i QP-11. Kłopoty zaczęły się już cztery dni po wypłynięciu transportowców. 1 maja 1942 roku pancernik „King George V” staranował jeden z eskortujących niszczycieli i został poważnie uszkodzony w wyniku wybuchów odbezpieczonych bomb głębinowych z niszczyciela. Dzień później trałowiec HMS „Seagull” i norweski niszczyciel „St. Albans” zatopiły polski okręt podwodny ORP „Jastrząb”. Trzy z 25 statków konwoju zostały zatopione wskutek ataków lotnictwa, ale reszta dotarła bezpiecznie do Murmańska. Konwój powrotny QP-11, który wypłynął 28 kwietnia, dotarł do portu przeznaczenia ze stratą jednego statku transportowego, ale pech prześladował okręty eskorty, zwłaszcza krążownik HMS „Edinburgh”, który 30 kwietnia dwukrotnie stał się celem torped niemieckiego okrętu podwodnego. Powracający do radzieckiego portu, ciężko uszkodzony, został odnaleziony 2 maja przez niemieckie niszczyciele. W wyniku bitwy „Edinburgh” zdołał wyeliminować ogniem dział niszczyciel „Hermann Schoemann”, lecz sam został storpedowany przez jedną z dwóch pozostałych jednostek wroga. Uszkodzono także dwa niszczyciele brytyjskiej osłony.
Admiralicja brytyjska naciskała na rząd, by na czas lata polarnego zrezygnowano z konwojów, zwłaszcza że Niemcy dysponowali w Skandynawii poważnie wzmocnionymi siłami nawodnymi – oprócz lotnictwa, okrętów podwodnych, „Tirpitza”, „Admirala Scheera” gotowe do walki były również krążowniki „Lützow” i „Admiral Hipper”, a także od dziesięciu do dwunastu dużych, silnie uzbrojonych niszczycieli. Z przyczyn politycznych konwojów nie zawieszono.

### PQ-17

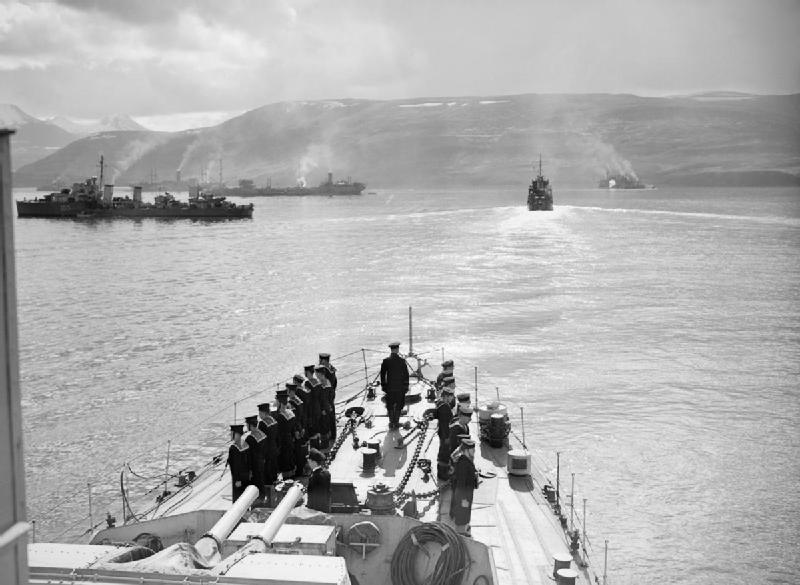
Statki transportowe i okręty konwoju PQ-17 w porcie Hvalfjörður na Islandii przed wyruszeniem w kierunku Archangielska, maj 1942 roku

Najbardziej znanym konwojem arktycznym był PQ-17 – głównie ze względu na tragiczny los, jaki spotkał większość wchodzących w jego skład statków. Jego historia jest jednocześnie doskonałym przykładem na to, jak mszczą się popełniane błędy przez dowódców. Błędy, za które płacą ich podwładni. Konwój PQ-17 i odpowiadający mu konwój powrotny QP-13 wyruszyły 27 czerwca 1942 roku. W skład PQ-17 wchodziło 36 statków transportowych, z których dwa zawróciły do Reykjavíku. Bezpośrednią osłonę stanowił zespół pod dowództwem kmdr. Johna Egertona Broome'a, składający się z sześciu niszczycieli i z czterech korwet. Bliską osłonę zapewniała eskadra czterech ciężkich krążowników w osłonie czterech niszczycieli, dowodzona przez wiceadm. Louisa Hamiltona, natomiast w dalekim odwodzie, gotowe do akcji na wypadek wyjścia w morze ciężkich jednostek niemieckich, pozostawały okręty Home Fleet (dowódca adm. John C. Tovey), w tym okręty liniowe HMS „Duke of York” i amerykański USS „Washington”, lotniskowiec „Victorious” oraz kilka krążowników i kilkanaście niszczycieli. Pierwsze straty PQ-17 poniósł w okolicach Wyspy Niedźwiedziej, gdzie w nalocie Luftwaffe stracono trzy statki transportowe. Pierwszy lord Admiralicji adm. Dudley Pound podjął wtedy brzemienną w skutkach decyzję. Obawiając się rajdu niemieckich jednostek nawodnych, wieczorem 4 lipca 1942 roku zdecydował o rozproszeniu konwoju, którego statki miały na własną rękę przedzierać się do Archangielska. Jednocześnie odwołał eskortę krążowników i niszczycieli. Statki konwoju znajdowały się wówczas na północ od Przylądka Północnego. Między 5 a 10 lipca 20 z 31 statków transportowych przedzierających się do ZSRR padło ofiarą samolotów niemieckich i okrętów podwodnych. 11 statków i dwie jednostki ratownicze dotarły do Archangielska. W rzeczywistości, wbrew temu, w co wierzył pierwszy lord Admiralicji, „Tirpitz” wypłynął ze swej bazy dopiero rankiem 5 lipca – już po wydaniu rozkazu o rozproszeniu konwoju – i jeszcze tego samego dnia zawrócił do Altenfjordu. Decyzja brytyjskiego admirała, który pozostawił statki handlowe na pastwę Niemców, spotkała się z ostrą krytyką rządu amerykańskiego.
Bliźniaczy konwój QP-13 poniósł mniejsze, jednak równie dotkliwe straty – 5 lipca jego jednostki wpłynęły na brytyjskie pole minowe. W powietrze wyleciało pięć statków transportowych i eskortujący je trałowiec HMS „Niger”. Los konwoju PQ-17 przypieczętował jednak decyzję o czasowym zawieszeniu – do września – konwojów arktycznych.

### Zmiana taktyki

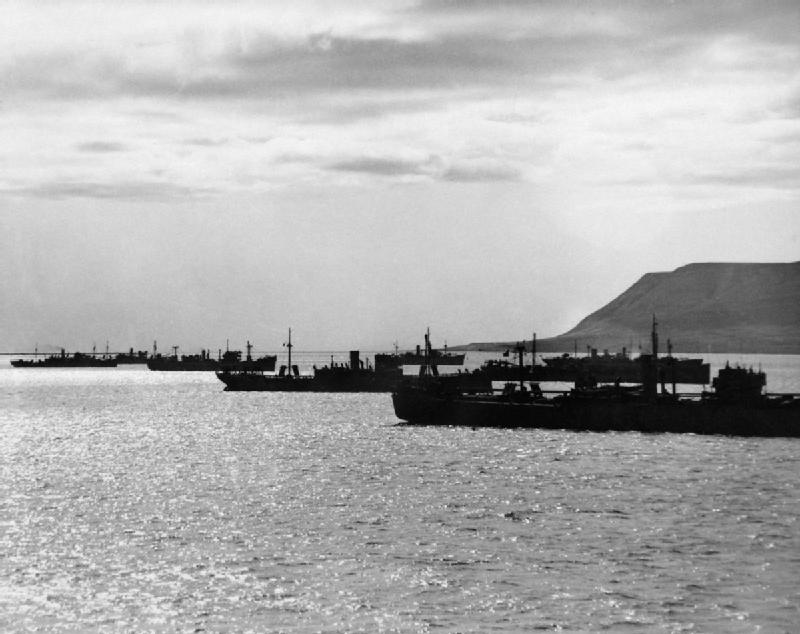
Anglo-Amerykański konwój w Hvalfjörður na Islandii, maj 1942 roku

Konwój PQ-18, który wyruszył z Loch Ewe w Szkocji, liczył 40 statków transportowych. Wypłynęły one w morze 2 września. W jego eskorcie, w końcu, znalazł się lotniskowiec. Niemcy wykryli konwój dość wcześnie, stał się on celem silnych ataków. Samoloty zatopiły 10 jednostek, ofiarą U-Bootów padły kolejne trzy, jednak Niemcy stracili trzy okręty podwodne i 27 samolotów.

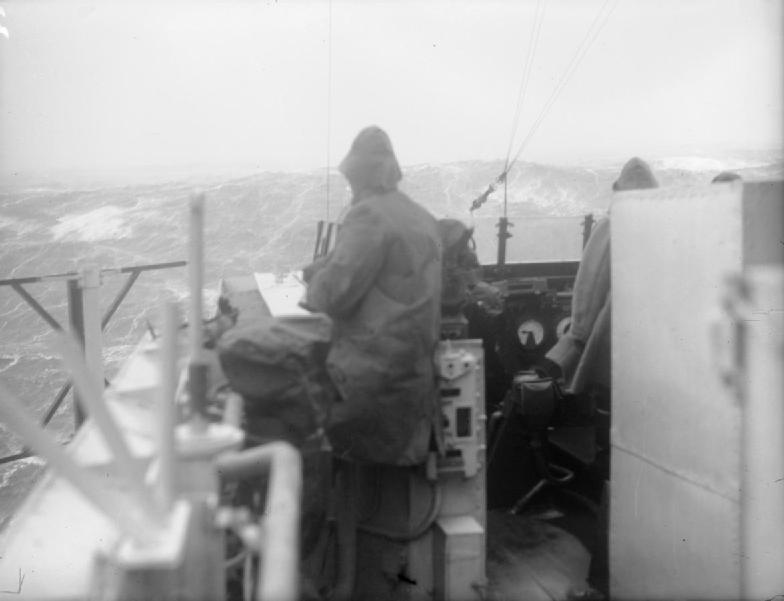
Zdjęcie wykonane na mostku lekkiego krążownika HMS „Bellona” podczas sztormu w czasie eskortowania jednego z konwojów arktycznych do ZSRR w 1945 roku

Kolejne transporty płynące na północ otrzymały nowe oznaczenia, zaczynające się od JW-51. Pierwszy konwój z tym oznaczeniem wyruszył trzy miesiące po PQ-18, w grudniu 1942 roku. Został on podzielony na dwie części – pierwsza JW-51A, licząca 16 jednostek handlowych, wypłynęła z Loch Ewe 15 grudnia i bez strat dotarła do ZSRR 25 grudnia 1942 roku. Eskortujące je krążowniki HMS „Jamaica” i „Sheffield” kilka dni później wypłynęły w morze w celu wzmocnienia osłony konwoju JW-51B (14 statków), który w eskorcie sześciu niszczycieli wyruszył 22 grudnia. Krążowniki wracające z radzieckiego portu dołączyły do konwoju 29 grudnia w rejonie Wyspy Niedźwiedziej. Niemcy posiadali w tym czasie na morzu „Tirpitza”, pancernik kieszonkowy „Lützow”, krążownik ciężki „Admiral Hipper”, krążowniki lekkie „Köln” i „Nürnberg”, a także kilka silnie uzbrojonych niszczycieli. Wywiad brytyjski podejrzewał, że wyszły one z bazy w celu przechwycenia konwoju, jednak w rzeczywistości Hitler wydał rozkaz patrolowania brzegów Norwegii, obawiając się inwazji. Niezależnie od przyczyn wyjścia w morze niemieckich jednostek konwój JW-51B został wykryty przez samoloty zwiadowcze wroga 30 grudnia. Do ich przechwycenia wyznaczono „Admirala Hippera”, „Lützowa” i sześć niszczycieli. W wyniku bitwy Brytyjczycy utracili dwa okręty eskorty, jednak sprawne dowodzenie spowodowało, że Niemcy zdołali jedynie lekko uszkodzić dziewięć statków transportowych. Ciężkie jednostki niemieckie uszły z pola bitwy po przybyciu w pobliże brytyjskich krążowników. Hitler, gdy dowiedział się o ucieczce ciężkich jednostek nawodnych Kriegsmarine przed znacznie słabszą eskortą brytyjską, wpadł w szał. W proteście przeciwko decyzji Führera, który pozbawił dowództwa kapitanów niemieckich jednostek biorących udział w bitwie, ze stanowiska zrezygnował adm. Erich Raeder. W styczniu zastąpił go adm. Karl Dönitz.
Przez kilka kolejnych miesięcy konwoje zawieszono. Wszystkie dostępne jednostki skierowano na Atlantyk, gdzie trwała walka. Potem w ciągu zaledwie dziewięciu tygodni do ZSRR dotarło 106 statków transportowych zgrupowanych w sześć konwojów – stracono wówczas jedynie trzy jednostki.

### Okres końcowy
Od wiosny 1944 roku konwoje znacznie powiększono, wzmocniono także ich eskortę, wprowadzając do niej na stałe jeden lub dwa lotniskowce. Dzięki temu można było zwalczać niemieckie samoloty zwiadowcze, dotychczas śledzące wykryte konwoje. Jednocześnie niemieckie U-Booty musiały walczyć z bardzo silnymi zespołami eskorty, liczącymi często nawet 20 niszczycieli, nim przedarły się w strefę osłony wewnętrznej, którą ubezpieczały korwety. Dzięki wzmocnieniu sił osłony oraz malejącym możliwościom niemieckiego lotnictwa i marynarki większość konwojów docierała do portów bez problemów.
Ogółem od sierpnia 1941 roku na trasę arktyczną wypłynęło 78 konwojów, brało w nich udział blisko 1400 statków transportowych. Stracono 85 z nich. Rosjanie otrzymali miliony ton sprzętu wojennego i surowców. W czasie działań konwojowych Royal Navy straciła dwa krążowniki, sześć niszczycieli i osiem okrętów eskortowych. Niemcy stracili „Scharnhorsta”, trzy niszczyciele oraz 38 okrętów podwodnych.

## Lista alianckich konwojów arktycznych

### 1941
| Wypłynięcie |                                                                                          | Odpłynięcie |                                                                             |  |  |
| Dervish     | wypłynął z Hvalfjörður na Islandii 21 sierpnia; przybył do Archangielska 31 sierpnia     |             |                                                                             |  |  |
| PQ-1        | wypłynął z Hvalfjörður na Islandii 29 września; przybył do Archangielska 11 października | QP-1        | odpłynął z Archangielska 28 września; przybył do Scapa Flow 10 października |  |  |
| PQ-2        | wypłynął z Liverpoolu 13 października; przybył do Archangielska 30 października          |             |                                                                             |  |  |
| PQ-3        | wypłynął z Hvalfjörður na Islandii 9 listopada; przybył do Archangielska 22 listopada    | QP-2        | odpłynął z Archangielska 3 listopada; przybył do Kirkwall 17 listopada      |  |  |
| PQ-4        | wypłynął z Hvalfjörður na Islandii 17 listopada; przybył do Archangielska 28 listopada   |             |                                                                             |  |  |
| PQ-5        | wypłynął z Hvalfjörður na Islandii 27 listopada; przybył do Archangielska 13 grudnia     | QP-3        | odpłynął z Archangielska 27 listopada; rozproszony, przybył 3 grudnia       |  |  |
| PQ-6        | wypłynął z Hvalfjörður 8 grudnia; przybył do Murmańska 20 grudnia                        |             |                                                                             |  |  |

### 1942
| Wypłynięcie          | | Odpłynięcie |                                                                                  |
| PQ-7a                | wypłynął z Hvalfjörður 26 grudnia; przybył do Murmańska 12 stycznia                                                             | QP-4        | odpłynął z Archangielska 29 grudnia; rozproszony, przybył 9 stycznia             |
| PQ-7b                | wypłynął z Hvalfjörður 31 grudnia; przybył do Murmańska 11 stycznia                                                             |             |                                                                                  |
| PQ-8                 | wypłynął z Hvalfjörður 8 stycznia; przybył do Archangielska 17 stycznia                                                         | QP-5        | odpłynął z Murmańska 13 stycznia; rozproszony, przybył 19 stycznia               |
| Łączony PQ-9 i PQ-10 | wypłynął z Reykjavíku 1 lutego; przybył do Murmańska 10 lutego                                                                  | QP-6        | odpłynął z Murmańska 24 stycznia; rozproszony, przybył 28 stycznia               |
| PQ-11                | wypłynął z Kirkwall 14 lutego; przybył do Murmańska 22 lutego                                                                   | QP-7        | odpłynął z Murmańska 12 lutego; rozproszony, przybył 15 lutego                   |
| PQ-12                | wypłynął z Reykjavíku 1 marca; przybył do Murmańska 12 marca                                                                    | QP-8        | odpłynął z Murmańska 1 marca; przybył do Reykjavíku 11 marca                     |
| PQ-13                | wypłynął z Reykjavíku 20 marca; przybył do Murmańska 31 marca                                                                   | QP-9        | wypłynął z zatoki Kolskiej (Murmańsk) 21 marca; przybył do Reykjavíku 3 kwietnia |
| PQ-14                | wypłynął z Oban 26 marca; przybył do Murmańska 19 kwietnia                                                                      | QP-10       | wypłynął z zatoki Kolskiej 10 kwietnia; przybył do Reykjavíku 21 kwietnia        |
| PQ-15                | wypłynął z Oban 10 kwietnia; przybył do Murmańska 5 maja                                                                        | QP-11       | odpłynął z Murmańska 28 kwietnia; przybył do Reykjavíku 7 maja                   |
| PQ-16                | wypłynął z Reykjavíku 21 maja; przybył do Murmańska 30 maja                                                                     | QP-12       | wypłynął z zatoki Kolskiej 21 maja; przybył do Reykjavíku 29 maja                |
| PQ-17                | wypłynął z Reykjaviku 27 czerwca; rozproszony, przybył 4 lipca                                                                  | QP-13       | odpłynął z Archangielska 26 czerwca; przybył do Reykjavíku 7 lipca               |
|                      | (W sierpniu 1942 nie wypłynął żaden z konwojów)                                                                                 |             | (W sierpniu 1942 nie wypłynął żaden z konwojów)                                  |
| PQ-18                | wypłynął z Loch Ewe 2 września; przybył do Archangielska 21 września: pierwszy konwój z lotniskowcem eskortowym (HMS „Avenger”) | QP-14       | odpłynął z Archangielska 13 września; przybył do Loch Ewe 26 września            |
|                      | (wyprawy konwojów PQ – przerywane)                                                                                              | QP-15       | wypłynął z zatoki Kolskiej 17 listopada; przybył do Loch Ewe 30 listopada        |
| Operacja FB          | grupa statków, która wypłynęła niezależnie i bez eskorty                                                                        |             | (wyprawy konwojów QP – przerywane)                                               |
| JW-51A               | wypłynął z Liverpoolu 15 grudnia; przybył do zatoki Kolskiej 25 grudnia                                                         |             |                                                                                  |
| JW-51B               | wypłynął z Liverpoolu 22 grudnia; przybył do zatoki Kolskiej 4 stycznia 1943: zobacz bitwa na Morzu Barentsa                    | RA-51       | wypłynął z zatoki Kolskiej 30 grudnia; przybył do Loch Ewe 11 stycznia 1943      |

### 1943
| Wypłynięcie | | Odpłynięcie |                                                                            |
| JW-52       | wypłynął z Liverpoolu 17 stycznia; przybył do zatoki Kolskiej 27 stycznia                                     | RA-52       | wypłynął z zatoki Kolskiej 29 stycznia; przybył do Loch Ewe 9 lutego       |
| JW-53       | wypłynął z Liverpoolu 15 lutego; przybył do zatoki Kolskiej 27 lutego                                         | RA-53       | odpłynął z zatoki Kolskiej 1 marca; przybył do Loch Ewe 14 marca           |
|             | (wyprawy nie odbywały się latem)                                                                              |             | (wyprawy nie odbywały się latem)                                           |
| JW-54A      | wypłynął z Liverpoolu 15 listopada; przybył do zatoki Kolskiej 24 listopada                                   | RA-54A      | odpłynął z zatoki Kolskiej 1 listopada; przybył do Loch Ewe 14 listopada   |
| JW-54B      | wypłynął z Liverpoolu 22 listopada; przybył do Archangielska 3 grudnia                                        | RA-54B      | odpłynął z Archangielska 26 listopada; przybył do Loch Ewe 9 grudnia       |
| JW-55A      | wypłynął z Liverpoolu 12 grudnia 1943; przybył do Archangielska 22 grudnia                                    | RA-55A      | odpłynął z zatoki Kolskiej 22 grudnia; przybył do Loch Ewe 1 stycznia 1944 |
| JW-55B      | wypłynął z Liverpoolu 20 grudnia; przybył do Archangielska 30 grudnia: zobacz bitwa koło Przylądka Północnego | RA-55B      | odpłynął z zatoki Kolskiej 31 grudnia; przybył do Loch Ewe 8 stycznia 1944 |

### 1944
| Wypłynięcie |                                                                               | Odpłynięcie |                                                                            |
| JW-56A      | wypłynął z Liverpoolu 12 stycznia; przybył do Archangielska 28 stycznia       |             |                                                                            |
| JW-56B      | wypłynął z Liverpoolu 22 stycznia; przybył do zatoki Kolskiej 1 lutego        | RA-56       | odpłynął z zatoki Kolskiej 3 lutego; przybył do Loch Ewe 11 lutego         |
| JW-57       | wypłynął z Liverpoolu 20 lutego; przybył do zatoki Kolskiej 28 lutego         | RA-57       | odpłynął z zatoki Kolskiej 2 marca; przybył do Loch Ewe 10 marca           |
| JW-58       | wypłynął z Liverpoolu 27 marca; przybył do zatoki Kolskiej 4 kwietnia         | RA-58       | odpłynął z zatoki Kolskiej 7 kwietnia; przybył do Loch Ewe 14 kwietnia     |
|             | (eskorta tylko do Murmańska)                                                  | RA-59       | odpłynął z zatoki Kolskiej 28 kwietnia; przybył do Loch Ewe 6 maja         |
|             | (wyprawy nie odbywały się latem)                                              |             | (wyprawy nie odbywały się latem)                                           |
| JW-59       | wypłynął z Liverpoolu 15 sierpnia; przybył do zatoki Kolskiej 25 sierpnia     | RA-59A      | odpłynął z zatoki Kolskiej 28 sierpnia; przybył do Loch Ewe 5 września     |
| JW-60       | wypłynął z Liverpoolu 15 września; przybył do zatoki Kolskiej 23 września     | RA-60       | odpłynął z zatoki Kolskiej 28 września; przybył do Loch Ewe 5 października |
| JW-61       | wypłynął z Liverpoolu 20 października; przybył do zatoki Kolskiej 28 września | RA-61       | odpłynął z zatoki Kolskiej 2 listopada; przybył do Loch Ewe 9 listopada    |
| JW-61A      | wypłynął z Liverpoolu 31 października; przybył do Murmańska 6 listopada       | RA-61A      | odpłynął z zatoki Kolskiej 11 listopada; przybył do Loch Ewe 17 listopada  |
| JW-62       | wypłynął z Loch Ewe 29 listopada; przybył do zatoki Kolskiej 7 grudnia        | RA-62       | odpłynął z zatoki Kolskiej 10 grudnia; przybył do Loch Ewe 19 grudnia      |
| JW-63       | wypłynął z Loch Ewe 30 grudnia; przybył do zatoki Kolskiej 8 stycznia 1945    | RA-63       | odpłynął z zatoki Kolskiej 11 stycznia; przybył do Loch Ewe 21 stycznia    |

### 1945
| Wypłynięcie |                                                                      | Odpłynięcie |                                                                     |
| JW-64       | wypłynął z Clyde 3 lutego; przybył do zatoki Kolskiej 15 lutego      | RA-64       | odpłynął z zatoki Kolskiej 17 lutego; przybył do Loch Ewe 28 lutego |
| JW-65       | wypłynął z Clyde 11 marca; przybył do zatoki Kolskiej 21 marca       | RA-65       | odpłynął z zatoki Kolskiej 23 marca; przybył do Loch Ewe 1 kwietnia |
| JW-66       | wypłynął z Clyde 16 kwietnia; przybył do zatoki Kolskiej 25 kwietnia | RA-66       | odpłynął z zatoki Kolskiej 29 kwietnia; przybył do Clyde 8 maja     |
| JW-67       | wypłynął z Clyde 12 maja; przybył do zatoki Kolskiej 20 maja         | RA-67       | odpłynął z zatoki Kolskiej 23 maja; przybył do Clyde 30 maja        |